# Andreas Isaksson
Jan Andreas Isaksson (Trelleborg, 3 ottobre 1981) è un ex calciatore svedese, di ruolo portiere.

## Carriera

### Club

#### Trelleborg e Juventus
Originario di Smygehamn, uno dei principali sobborghi di Trelleborg, inizia la sua carriera nel club della sua città natale, il Trelleborg. Nel 1999 esordisce, a 18 anni, nell'Allsvenskan, alla prima di campionato, contro l'Hammarby e scende in campo altre otto volte nella stagione.
Nell'agosto 1999 passa quindi al club italiano della Juventus. A Torino resta per due anni come terzo portiere, dietro a Edwin van der Sar e Michelangelo Rampulla, ma non scende mai in campo, collezionando soltanto una panchina nella prima giornata di Serie A 1999-2000, contro la Reggina.

#### Djurgården e Rennes
Nel 2001 torna dunque in Svezia, ingaggiato a titolo definitivo dal Djurgården. Con il club blu-azzurro disputa 4 stagioni da titolare, con 75 presenze, vincendo per due volte consecutive (2002 e 2003) l'Allsvenskan e una Coppa di Svezia nel 2002. Individualmente, ottiene anche per quattro volte in quattro anni il premio come miglior portiere svedese.
Nel luglio 2004 viene acquistato dal Rennes, dove prende il posto di Petr Čech. La prima stagione gioca tutte e 38 le partite di campionato, subendo in tutto 42 reti, e contribuendo al quarto posto finale. L'anno successivo, scende in campo 24 volte, subendo 34 reti, e gioca anche le due partite eliminatorie di andata e ritorno della Coppa UEFA contro l'Osasuna.

#### Manchester City
L'11 agosto 2006 firma un triennale con gli inglesi del Manchester City, che lo acquistano per due milioni di euro per sostituire il partente David James. Tuttavia, un infortunio al ginocchio e all'anca e la buona forma del secondo portiere Nicky Weaver ne posticipano il debutto in Premier League il 9 dicembre, nel derby perso per 3-1 contro il Manchester United. La stagione si conclude complessivamente con 14 partite e 16 reti subite.
Nel precampionato della Premier League 2007-2008 si frattura il pollice della mano destra, ed è costretto a saltare i primi due mesi della stagione. Torna in campo il 31 ottobre 2007 contro il Bolton, ma ulteriori infortuni nel corso dell'anno inducono l'allenatore Sven-Göran Eriksson a confermare il giovane Joe Hart come titolare. Dopo aver considerato la cessione al Galatasaray nel mercato invernale, rimane nel club, seppur relegato in panchina. L'ultima presenza con i Citizens è l'umiliante 8-1 esterno dell'11 maggio 2008 contro il Middlesbrough. A fine stagione sono solo 5 le partite in campionato, con 14 reti subite.

#### PSV

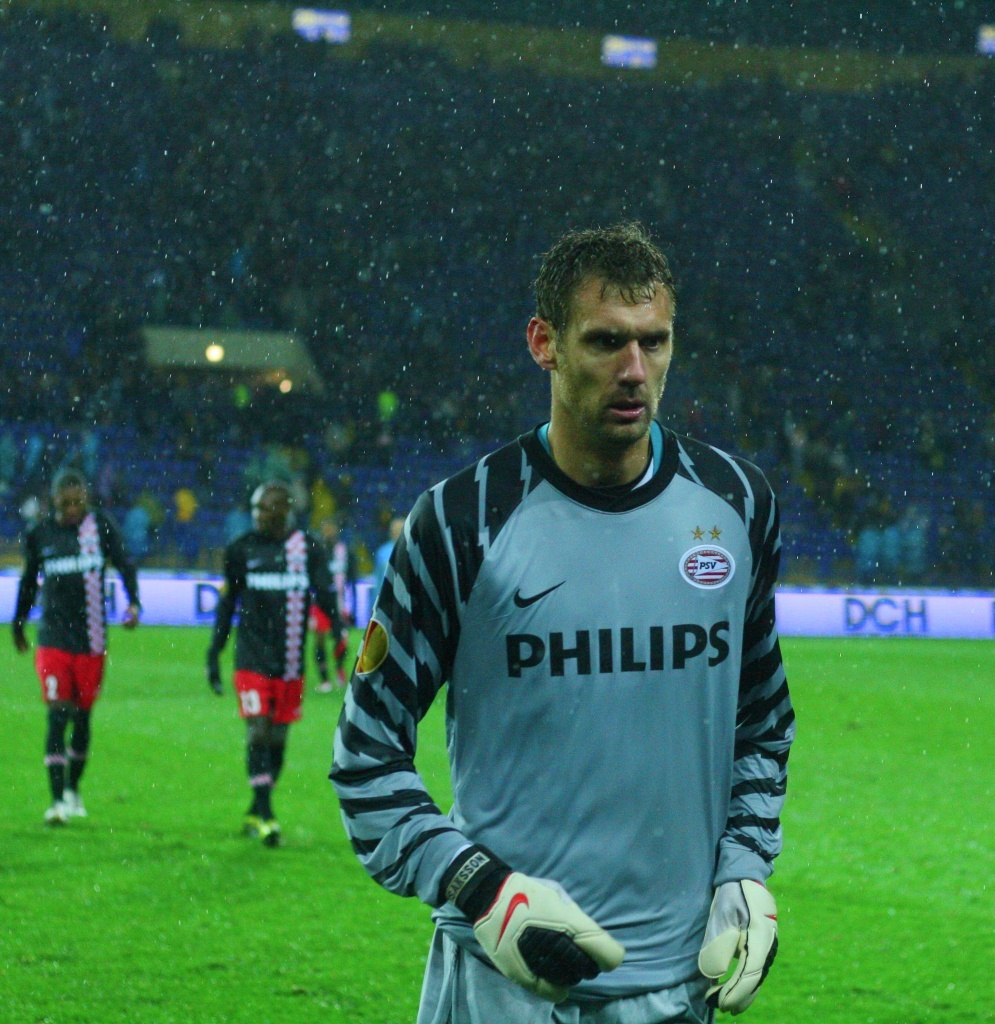
Isaksson al PSV nel 2010

Il 2 luglio 2008 passa ufficialmente agli olandesi del PSV, sostituendo il brasiliano Heurelho Gomes da poco trasferitosi al Tottenham. Debutta in Eredivisie il 30 agosto 2008 nella vittoriosa trasferta (5-1) contro l'Utrecht e disputa da titolare tutte le restanti 32 partite del campionato, più le sei partite del girone di Champions League, dove il club di Eindhoven si classifica ultimo. Con soli 32 gol subiti, è uno dei principali artefici del quarto piazzamento finale nel torneo.
Si conferma titolare indiscusso anche nelle stagioni successive, e il 30 giugno 2012, a fine contratto, lascia il club olandese, svincolandosi a parametro zero. Con il PSV totalizza in tutto 124 presenze.

#### Kasımpaşa e Djurgården
Il 9 luglio 2012 si accorda con i turchi del Kasımpaşa. Debutta nella Serie A Turca il 20 agosto 2012, nella sconfitta esterna per 2-1 contro il Galatasaray.
Nell'agosto 2016 fa ritorno al club che lo lanciò nel calcio europeo, il Djurgården, la stessa compagine stoccolmese con cui Isaksson aveva vinto il titolo nazionale nel 2002 e nel 2003. Insieme ad altri due veterani della nazionale svedese come Kim Källström e  Jonas Olsson, al termine del campionato 2017 contribuisce a riportare il Djurgården nelle coppe europee dopo dieci anni di assenza. Si ritira alla fine dell'Allsvenskan 2018, conclusa dal Djurgården al 7º posto.

### Nazionale

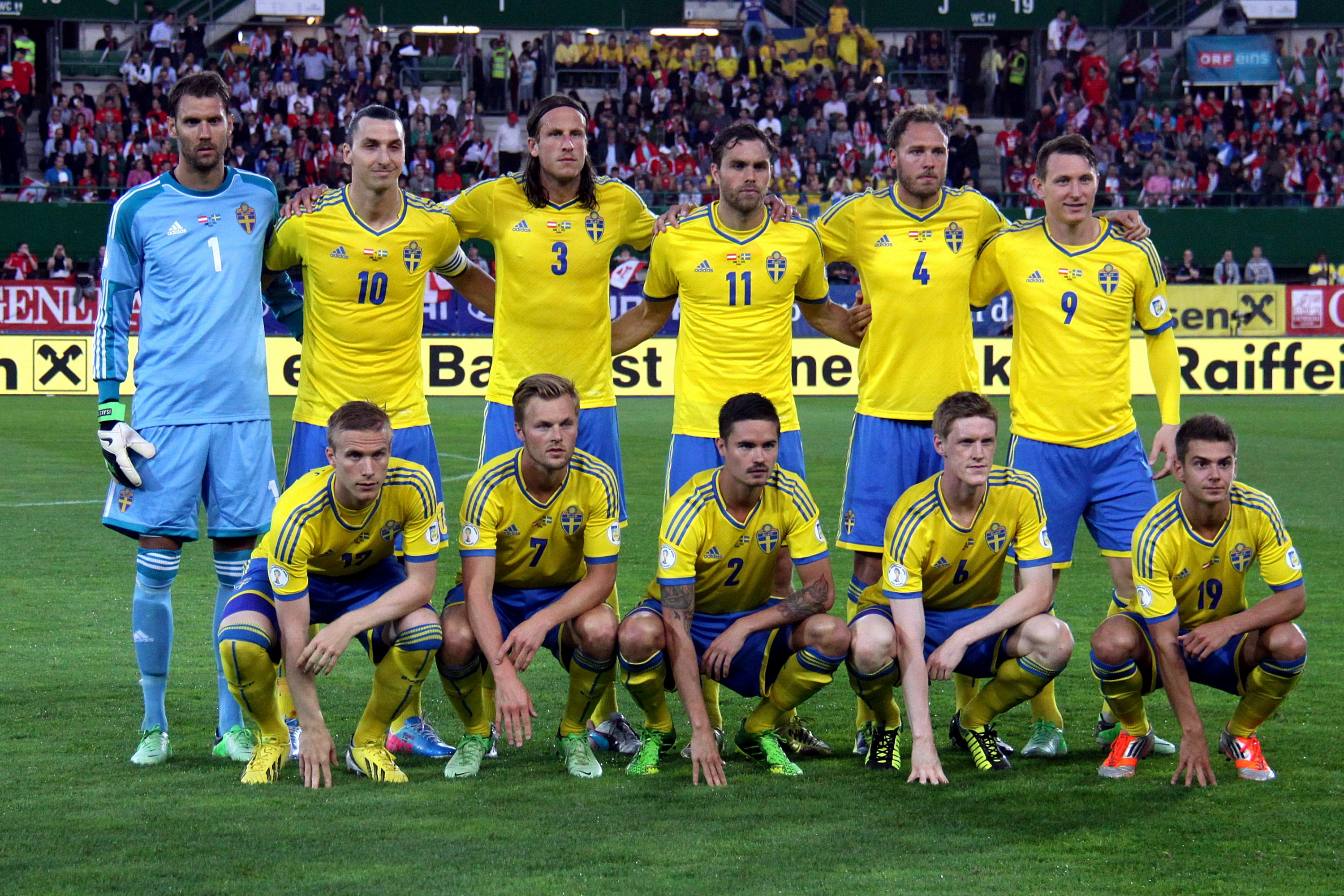
Isaksson (in piedi, primo da sinistra) in nazionale nel 2014

Dopo aver giocato in tutte le selezioni giovanili, dal 2002 viene stabilmente convocato nella nazionale svedese, prima come riserva di Magnus Hedman al campionato del mondo 2002, poi come portiere titolare nelle seguenti competizioni: il Mondiale di Germania 2006, e gli Europei di Portogallo 2004, Austria-Svizzera 2008, Polonia-Ucraina 2012 e Francia 2016.
È il terzo giocatore per numero di presenze con la maglia della nazionale gialloblù, 133 totalizzate fino al suo addio dopo l'Europeo 2016.

## Statistiche

### Presenze e reti nei club
Statistiche aggiornate al 5 novembre 2017.
| Stagione               | Squadra                | Campionato             | Campionato | Campionato | Coppa nazionale | Coppa nazionale | Coppa nazionale | Coppe continentali | Coppe continentali | Coppe continentali | Altre coppe | Altre coppe | Altre coppe | Totale | Totale |
| Stagione               | Squadra                | Comp                   | Pres       | Reti       | Comp            | Pres            | Reti            | Comp               | Pres               | Reti               | Comp        | Pres        | Reti        | Pres   | Reti   |
| ---------------------- | ---------------------- | ---------------------- | ---------- | ---------- | --------------- | --------------- | --------------- | ------------------ | ------------------ | ------------------ | ----------- | ----------- | ----------- | ------ | ------ |
| 1999                   | Trelleborg             | A                      | 11         | -8         | CS              | 0               | 0               | -                  | -                  | -                  | -           | -           | -           | 11     | -8     |
| 1999-2000              | Juventus               | A                      | 0          | 0          | CI              | 0               | 0               | Int+CU             | 0                  | 0                  | -           | -           | -           | 0      | 0      |
| 2000-2001              | Juventus               | A                      | 0          | 0          | CI              | 0               | 0               | UCL                | 0                  | 0                  | -           | -           | -           | 0      | 0      |
| Totale Juventus        | Totale Juventus        | Totale Juventus        | 0          | 0          |                 | 0               | 0               |                    | 0                  | 0                  |             | -           | -           | 0      | 0      |
| 2001                   | Djurgården             | A                      | 22         | -15        | CS              | 1               | -2              | -                  | -                  | -                  | -           | -           | -           | 23     | 0      |
| 2002                   | Djurgården             | A                      | 20         | -27        | CS              | 5               | -3              | CU                 | 6                  | -5                 | -           | -           | -           | 31     | -8     |
| 2003                   | Djurgården             | A                      | 26         | -24        | CS              | 2               | -5              | UCL                | 2                  | -3                 | -           | -           | -           | 30     | -34    |
| 2004                   | Djurgården             | A                      | 7          | -8         | CS              | 0               | 0               | -                  | -                  | -                  | -           | -           | -           | 7      | 0      |
| 2004-2005              | Rennes                 | L1                     | 38         | -42        | CF+CdL          | 3+1             | -1 + -1         | -                  | -                  | -                  | -           | -           | -           | 42     | -44    |
| 2005-2006              | Rennes                 | L1                     | 24         | -34        | CF+CdL          | 2+0             | -6              | CU                 | 2                  | -1                 | -           | -           | -           | 28     | -41    |
| Totale Rennes          | Totale Rennes          | Totale Rennes          | 62         | -76        |                 | 6               | -8              |                    | 2                  | -1                 |             | -           | -           | 70     | -85    |
| 2006-2007              | Manchester City        | PL                     | 14         | -16        | FACup+CdL       | 0               | 0               | -                  | -                  | -                  | -           | -           | -           | 14     | -16    |
| 2007-2008              | Manchester City        | PL                     | 5          | -14        | FACup+CdL       | 0+1             | 0               | -                  | -                  | -                  | -           | -           | -           | 6      | -14    |
| Totale Manchester City | Totale Manchester City | Totale Manchester City | 19         | -30        |                 | 1               | 0               |                    | -                  | -                  |             | -           | -           | 20     | -30    |
| 2008-2009              | PSV                    | ED                     | 33         | -32        | CO              | 1               | -1              | UCL                | 6                  | -14                | SO          | 1           | 0           | 41     | -47    |
| 2009-2010              | PSV                    | ED                     | 34         | -29        | CO              | 4               | -5              | UEL                | 12                 | -6                 | -           | -           | -           | 50     | -40    |
| 2010-2011              | PSV                    | ED                     | 34         | -31        | CO              | 3               | -2              | UEL                | 13                 | -13                | -           | -           | -           | 50     | -46    |
| 2011-2012              | PSV                    | ED                     | 22         | -29        | CO              | 2               | -1              | UEL                | 9                  | -10                | -           | -           | -           | 33     | -40    |
| Totale PSV             | Totale PSV             | Totale PSV             | 123        | -121       |                 | 10              | -8              |                    | 40                 | -43                |             | 1           | 0           | 174    | -173   |
| 2012-2013              | Kasımpaşa              | SL                     | 34         | -37        | TK              | 3               | -2              | -                  | -                  | -                  | -           | -           | -           | 37     | -39    |
| 2013-2014              | Kasımpaşa              | SL                     | 32         | -36        | TK              | 0               | 0               | -                  | -                  | -                  | -           | -           | -           | 32     | -36    |
| 2014-2015              | Kasımpaşa              | SL                     | 25         | -56        | TK              | 0               | 0               | -                  | -                  | -                  | -           | -           | -           | 25     | -56    |
| 2015-2016              | Kasımpaşa              | SL                     | 13         | -14        | TK              | 0               | 0               | -                  | -                  | -                  | -           | -           | -           | 13     | -14    |
| Totale Kasımpaşa       | Totale Kasımpaşa       | Totale Kasımpaşa       | 104        | -143       |                 | 3               | -2              |                    | -                  | -                  |             | -           | -           | 107    | -145   |
| 2016                   | Djurgården             | A                      | 7          | -11        | CS              | 0+1             | 0 + -1          | -                  | -                  | -                  | -           | -           | -           | 11     | -15    |
| 2017                   | Djurgården             | A                      | 29         | -27        | CS              | 3               | -3              | -                  | -                  | -                  | -           | -           | -           | 30     | -27    |
| 2018                   | Djurgården             | A                      | 24         | -28        | CS              | 6               | 0               | UEL                | 2                  | -3                 | -           | -           | -           | 30     | -27    |
| Totale Djurgården      | Totale Djurgården      | Totale Djurgården      | 135        | -140       |                 | 18              | -14             |                    | 10                 | -11                |             | -           | -           | 163    | -165   |
| Totale carriera        | Totale carriera        | Totale carriera        | 454        | -518       |                 | 38              | -33             |                    | 52                 | -55                |             | 1           | 0           | 545    | -606   |

### Cronologia presenze e reti in nazionale
| Cronologia completa delle presenze e delle reti in nazionale ― Svezia | Cronologia completa delle presenze e delle reti in nazionale ― Svezia | Cronologia completa delle presenze e delle reti in nazionale ― Svezia | Cronologia completa delle presenze e delle reti in nazionale ― Svezia | Cronologia completa delle presenze e delle reti in nazionale ― Svezia | Cronologia completa delle presenze e delle reti in nazionale ― Svezia | Cronologia completa delle presenze e delle reti in nazionale ― Svezia | Cronologia completa delle presenze e delle reti in nazionale ― Svezia |
| Data                                                                  | Città                                                                 | In casa                                                               | Risultato                                                             | Ospiti                                                                | Competizione                                                          | Reti                                                                  | Note                                                                  |
| --------------------------------------------------------------------- | --------------------------------------------------------------------- | --------------------------------------------------------------------- | --------------------------------------------------------------------- | --------------------------------------------------------------------- | --------------------------------------------------------------------- | --------------------------------------------------------------------- | --------------------------------------------------------------------- |
| 27-3-2002                                                             | Malmö                                                                 | Svezia                                                                | 1 – 1                                                                 | Svizzera                                                              | Amichevole                                                            | -1                                                                    | 46’                                                                   |
| 12-10-2002                                                            | Solna                                                                 | Svezia                                                                | 1 – 1                                                                 | Ungheria                                                              | Qual. Euro 2004                                                       | -1                                                                    |                                                                       |
| 16-10-2002                                                            | Göteborg                                                              | Svezia                                                                | 2 – 3                                                                 | Portogallo                                                            | Amichevole                                                            | -1                                                                    | 46’                                                                   |
| 20-11-2002                                                            | Teplice                                                               | Rep. Ceca                                                             | 3 – 3                                                                 | Svezia                                                                | Amichevole                                                            | -3                                                                    |                                                                       |
| 16-2-2003                                                             | Bangkok                                                               | Qatar                                                                 | 2 – 3                                                                 | Svezia                                                                | King's Cup 2003 - 1º turno                                            | -2                                                                    |                                                                       |
| 20-2-2003                                                             | Bangkok                                                               | Svezia                                                                | 4 – 1                                                                 | Thailandia                                                            | King's Cup 2003 - 1º turno                                            | -1                                                                    |                                                                       |
| 2-4-2003                                                              | Budapest                                                              | Ungheria                                                              | 1 – 2                                                                 | Svezia                                                                | Qual. Euro 2004                                                       | -1                                                                    |                                                                       |
| 30-4-2003                                                             | Stoccolma                                                             | Svezia                                                                | 1 – 2                                                                 | Croazia                                                               | Amichevole                                                            | -2                                                                    |                                                                       |
| 7-6-2003                                                              | Serravalle                                                            | San Marino                                                            | 0 – 6                                                                 | Svezia                                                                | Qual. Euro 2004                                                       | -                                                                     |                                                                       |
| 11-6-2003                                                             | Solna                                                                 | Svezia                                                                | 3 – 0                                                                 | Polonia                                                               | Qual. Euro 2004                                                       | -                                                                     |                                                                       |
| 20-8-2003                                                             | Norrköping                                                            | Svezia                                                                | 1 – 2                                                                 | Grecia                                                                | Amichevole                                                            | -                                                                     | 46’                                                                   |
| 6-9-2003                                                              | Göteborg                                                              | Svezia                                                                | 5 – 0                                                                 | San Marino                                                            | Qual. Euro 2004                                                       | -                                                                     |                                                                       |
| 10-9-2003                                                             | Chorzów                                                               | Polonia                                                               | 0 – 2                                                                 | Svezia                                                                | Qual. Euro 2004                                                       | -                                                                     |                                                                       |
| 11-10-2003                                                            | Solna                                                                 | Svezia                                                                | 0 – 1                                                                 | Lettonia                                                              | Qual. Euro 2004                                                       | -1                                                                    |                                                                       |
| 22-1-2004                                                             | Hong Kong                                                             | Svezia                                                                | 0 – 3                                                                 | Norvegia                                                              | Lunar New Year Cup 2004 - Semifinale                                  | -3                                                                    |                                                                       |
| 18-2-2004                                                             | Tirana                                                                | Albania                                                               | 2 – 1                                                                 | Svezia                                                                | Amichevole                                                            | -2                                                                    |                                                                       |
| 31-3-2004                                                             | Göteborg                                                              | Svezia                                                                | 1 – 0                                                                 | Inghilterra                                                           | 100º anniversario Federazione Svedese                                 | -                                                                     | 46’                                                                   |
| 28-4-2004                                                             | Coimbra                                                               | Portogallo                                                            | 2 – 2                                                                 | Svezia                                                                | Amichevole                                                            | -1                                                                    | 46’                                                                   |
| 5-6-2004                                                              | Solna                                                                 | Svezia                                                                | 3 – 1                                                                 | Polonia                                                               | Amichevole                                                            | -1                                                                    |                                                                       |
| 14-6-2004                                                             | Lisbona                                                               | Svezia                                                                | 5 – 0                                                                 | Bulgaria                                                              | Euro 2004 - 1º turno                                                  | -                                                                     |                                                                       |
| 18-6-2004                                                             | Porto                                                                 | Italia                                                                | 1 – 1                                                                 | Svezia                                                                | Euro 2004 - 1º turno                                                  | -1                                                                    |                                                                       |
| 22-6-2004                                                             | Porto                                                                 | Danimarca                                                             | 2 – 2                                                                 | Svezia                                                                | Euro 2004 - 1º turno                                                  | -2                                                                    |                                                                       |
| 26-6-2004                                                             | Faro                                                                  | Svezia                                                                | 0 – 0 dts (4 – 5 dtr)                                                 | Paesi Bassi                                                           | Euro 2004 - Quarti di finale                                          | -                                                                     |                                                                       |
| 18-8-2004                                                             | Solna                                                                 | Svezia                                                                | 2 – 2                                                                 | Paesi Bassi                                                           | Amichevole                                                            | -2                                                                    |                                                                       |
| 4-9-2004                                                              | Ta' Qali                                                              | Malta                                                                 | 0 – 7                                                                 | Svezia                                                                | Qual. Mondiali 2006                                                   | -                                                                     |                                                                       |
| 8-9-2004                                                              | Göteborg                                                              | Svezia                                                                | 0 – 1                                                                 | Croazia                                                               | Qual. Mondiali 2006                                                   | -1                                                                    |                                                                       |
| 9-10-2004                                                             | Solna                                                                 | Svezia                                                                | 3 – 0                                                                 | Ungheria                                                              | Qual. Mondiali 2006                                                   | -                                                                     |                                                                       |
| 13-10-2004                                                            | Reykjavík                                                             | Islanda                                                               | 1 – 4                                                                 | Svezia                                                                | Qual. Mondiali 2006                                                   | -                                                                     | 29’                                                                   |
| 9-2-2005                                                              | Saint-Denis                                                           | Francia                                                               | 1 – 1                                                                 | Svezia                                                                | Amichevole                                                            | -1                                                                    |                                                                       |
| 26-3-2005                                                             | Sofia                                                                 | Bulgaria                                                              | 0 – 3                                                                 | Svezia                                                                | Qual. Mondiali 2006                                                   | -                                                                     |                                                                       |
| 4-6-2005                                                              | Göteborg                                                              | Svezia                                                                | 6 – 0                                                                 | Malta                                                                 | Qual. Mondiali 2006                                                   | -                                                                     |                                                                       |
| 8-6-2005                                                              | Stoccolma                                                             | Svezia                                                                | 2 – 3                                                                 | Norvegia                                                              | Amichevole                                                            | -1                                                                    | 46’                                                                   |
| 17-8-2005                                                             | Göteborg                                                              | Svezia                                                                | 2 – 1                                                                 | Rep. Ceca                                                             | Amichevole                                                            | -                                                                     |                                                                       |
| 3-9-2005                                                              | Solna                                                                 | Svezia                                                                | 3 – 0                                                                 | Bulgaria                                                              | Qual. Mondiali 2006                                                   | -                                                                     |                                                                       |
| 7-9-2005                                                              | Budapest                                                              | Ungheria                                                              | 0 – 1                                                                 | Svezia                                                                | Qual. Mondiali 2006                                                   | -                                                                     |                                                                       |
| 8-10-2005                                                             | Zagabria                                                              | Croazia                                                               | 1 – 0                                                                 | Svezia                                                                | Qual. Mondiali 2006                                                   | -1                                                                    |                                                                       |
| 12-10-2005                                                            | Solna                                                                 | Svezia                                                                | 3 – 1                                                                 | Islanda                                                               | Qual. Mondiali 2006                                                   | -1                                                                    |                                                                       |
| 1-3-2006                                                              | Dublino                                                               | Irlanda                                                               | 3 – 0                                                                 | Svezia                                                                | Amichevole                                                            | -3                                                                    |                                                                       |
| 2-6-2006                                                              | Solna                                                                 | Svezia                                                                | 1 – 1                                                                 | Cile                                                                  | Amichevole                                                            | -1                                                                    |                                                                       |
| 15-6-2006                                                             | Berlino                                                               | Svezia                                                                | 1 – 0                                                                 | Paraguay                                                              | Mondiali 2006 - 1º turno                                              | -                                                                     |                                                                       |
| 20-6-2006                                                             | Colonia                                                               | Svezia                                                                | 2 – 2                                                                 | Inghilterra                                                           | Mondiali 2006 - 1º turno                                              | -2                                                                    |                                                                       |
| 24-6-2006                                                             | Monaco di Baviera                                                     | Germania                                                              | 2 – 0                                                                 | Svezia                                                                | Mondiali 2006 - Ottavi di finale                                      | -2                                                                    |                                                                       |
| 7-2-2007                                                              | Il Cairo                                                              | Egitto                                                                | 2 – 0                                                                 | Svezia                                                                | Amichevole                                                            | -1                                                                    | 46’                                                                   |
| 28-3-2007                                                             | Belfast                                                               | Irlanda del Nord                                                      | 2 – 1                                                                 | Svezia                                                                | Qual. Euro 2008                                                       | -2                                                                    |                                                                       |
| 2-6-2007                                                              | Copenaghen                                                            | Danimarca                                                             | 0 – 3 tav                                                             | Svezia                                                                | Qual. Euro 2008                                                       | -3                                                                    | [ 21 ]                                                                |
| 6-6-2007                                                              | Solna                                                                 | Svezia                                                                | 5 – 0                                                                 | Islanda                                                               | Qual. Euro 2008                                                       | -                                                                     |                                                                       |
| 8-9-2007                                                              | Solna                                                                 | Svezia                                                                | 0 – 0                                                                 | Danimarca                                                             | Qual. Euro 2008                                                       | -                                                                     |                                                                       |
| 12-9-2007                                                             | Podgorica                                                             | Montenegro                                                            | 1 – 2                                                                 | Svezia                                                                | Amichevole                                                            | -1                                                                    | 46’                                                                   |
| 13-10-2007                                                            | Vaduz                                                                 | Liechtenstein                                                         | 0 – 3                                                                 | Svezia                                                                | Qual. Euro 2008                                                       | -                                                                     |                                                                       |
| 17-10-2007                                                            | Stoccolma                                                             | Svezia                                                                | 1 – 1                                                                 | Irlanda del Nord                                                      | Qual. Euro 2008                                                       | -1                                                                    |                                                                       |
| 17-11-2007                                                            | Madrid                                                                | Spagna                                                                | 3 – 0                                                                 | Svezia                                                                | Qual. Euro 2008                                                       | -3                                                                    |                                                                       |
| 21-11-2007                                                            | Stoccolma                                                             | Svezia                                                                | 2 – 1                                                                 | Lettonia                                                              | Qual. Euro 2008                                                       | -1                                                                    |                                                                       |
| 6-2-2008                                                              | Istanbul                                                              | Turchia                                                               | 0 – 0                                                                 | Svezia                                                                | Amichevole                                                            | -                                                                     |                                                                       |
| 26-3-2008                                                             | Londra                                                                | Svezia                                                                | 0 – 1                                                                 | Brasile                                                               | Amichevole                                                            | -                                                                     | 46’                                                                   |
| 26-5-2008                                                             | Göteborg                                                              | Svezia                                                                | 1 – 0                                                                 | Slovenia                                                              | Amichevole                                                            | -                                                                     |                                                                       |
| 1-6-2008                                                              | Solna                                                                 | Svezia                                                                | 0 – 1                                                                 | Ucraina                                                               | Amichevole                                                            | -                                                                     | 46’                                                                   |
| 10-6-2008                                                             | Siezenheim                                                            | Grecia                                                                | 0 – 2                                                                 | Svezia                                                                | Euro 2008 - 1º turno                                                  | -                                                                     |                                                                       |
| 14-6-2008                                                             | Innsbruck                                                             | Svezia                                                                | 1 – 2                                                                 | Spagna                                                                | Euro 2008 - 1º turno                                                  | -2                                                                    |                                                                       |
| 18-6-2008                                                             | Innsbruck                                                             | Russia                                                                | 2 – 0                                                                 | Svezia                                                                | Euro 2008 - 1º turno                                                  | -2                                                                    | 10’                                                                   |
| 20-8-2008                                                             | Göteborg                                                              | Svezia                                                                | 2 – 3                                                                 | Francia                                                               | Amichevole                                                            | -3                                                                    |                                                                       |
| 6-9-2008                                                              | Tirana                                                                | Albania                                                               | 0 – 0                                                                 | Svezia                                                                | Qual. Mondiali 2010                                                   | -                                                                     |                                                                       |
| 10-9-2008                                                             | Solna                                                                 | Svezia                                                                | 2 – 1                                                                 | Ungheria                                                              | Qual. Mondiali 2010                                                   | -1                                                                    |                                                                       |
| 11-10-2008                                                            | Solna                                                                 | Svezia                                                                | 0 – 0                                                                 | Portogallo                                                            | Qual. Mondiali 2010                                                   | -                                                                     |                                                                       |
| 19-11-2008                                                            | Amsterdam                                                             | Paesi Bassi                                                           | 3 – 1                                                                 | Svezia                                                                | Amichevole                                                            | -3                                                                    |                                                                       |
| 11-2-2009                                                             | Graz                                                                  | Austria                                                               | 0 – 2                                                                 | Svezia                                                                | Amichevole                                                            | -                                                                     |                                                                       |
| 28-3-2009                                                             | Porto                                                                 | Portogallo                                                            | 0 – 0                                                                 | Svezia                                                                | Qual. Mondiali 2010                                                   | -                                                                     |                                                                       |
| 1-4-2009                                                              | Belgrado                                                              | Serbia                                                                | 2 – 0                                                                 | Svezia                                                                | Amichevole                                                            | -2                                                                    |                                                                       |
| 6-6-2009                                                              | Solna                                                                 | Svezia                                                                | 0 – 1                                                                 | Danimarca                                                             | Qual. Mondiali 2010                                                   | -1                                                                    |                                                                       |
| 10-6-2009                                                             | Göteborg                                                              | Svezia                                                                | 4 – 0                                                                 | Malta                                                                 | Qual. Mondiali 2010                                                   | -                                                                     |                                                                       |
| 5-9-2009                                                              | Budapest                                                              | Ungheria                                                              | 1 – 2                                                                 | Svezia                                                                | Qual. Mondiali 2010                                                   | -1                                                                    |                                                                       |
| 9-9-2009                                                              | Ta' Qali                                                              | Malta                                                                 | 0 – 1                                                                 | Svezia                                                                | Qual. Mondiali 2010                                                   | -                                                                     |                                                                       |
| 10-10-2009                                                            | Copenaghen                                                            | Danimarca                                                             | 1 – 0                                                                 | Svezia                                                                | Qual. Mondiali 2010                                                   | -1                                                                    |                                                                       |
| 14-10-2009                                                            | Stoccolma                                                             | Svezia                                                                | 4 – 1                                                                 | Albania                                                               | Qual. Mondiali 2010                                                   | -1                                                                    |                                                                       |
| 18-11-2009                                                            | Cesena                                                                | Italia                                                                | 1 – 0                                                                 | Svezia                                                                | Amichevole                                                            | -1                                                                    |                                                                       |
| 29-5-2010                                                             | Stoccolma                                                             | Svezia                                                                | 4 – 2                                                                 | Bosnia ed Erzegovina                                                  | Amichevole                                                            | -2                                                                    |                                                                       |
| 2-6-2010                                                              | Minsk                                                                 | Bielorussia                                                           | 0 – 1                                                                 | Svezia                                                                | Amichevole                                                            | -                                                                     | cap. 79’                                                              |
| 11-8-2010                                                             | Stoccolma                                                             | Svezia                                                                | 3 – 0                                                                 | Scozia                                                                | Amichevole                                                            | -                                                                     |                                                                       |
| 3-9-2010                                                              | Solna                                                                 | Svezia                                                                | 2 – 0                                                                 | Ungheria                                                              | Qual. Euro 2012                                                       | -                                                                     | 46’                                                                   |
| 12-10-2010                                                            | Amsterdam                                                             | Paesi Bassi                                                           | 4 – 1                                                                 | Svezia                                                                | Qual. Euro 2012                                                       | -4                                                                    |                                                                       |
| 17-11-2010                                                            | Göteborg                                                              | Svezia                                                                | 0 – 0                                                                 | Germania                                                              | Amichevole                                                            | -                                                                     |                                                                       |
| 9-2-2011                                                              | Nicosia                                                               | Svezia                                                                | 1 – 1 dts (4 – 5 dtr)                                                 | Ucraina                                                               | Torneo di Cipro 2011 - Finale                                         | -1                                                                    | 18’                                                                   |
| 29-3-2011                                                             | Solna                                                                 | Svezia                                                                | 2 – 1                                                                 | Moldavia                                                              | Qual. Euro 2012                                                       | -1                                                                    |                                                                       |
| 3-6-2011                                                              | Chișinău                                                              | Moldavia                                                              | 1 – 4                                                                 | Svezia                                                                | Qual. Euro 2012                                                       | -1                                                                    |                                                                       |
| 7-6-2011                                                              | Solna                                                                 | Svezia                                                                | 5 – 0                                                                 | Finlandia                                                             | Qual. Euro 2012                                                       | -                                                                     |                                                                       |
| 10-8-2011                                                             | Charkiv                                                               | Ucraina                                                               | 0 – 1                                                                 | Svezia                                                                | Amichevole                                                            | -                                                                     |                                                                       |
| 2-9-2011                                                              | Budapest                                                              | Ungheria                                                              | 2 – 1                                                                 | Svezia                                                                | Qual. Euro 2012                                                       | -2                                                                    |                                                                       |
| 6-9-2011                                                              | Serravalle                                                            | San Marino                                                            | 0 – 5                                                                 | Svezia                                                                | Qual. Euro 2012                                                       | -                                                                     |                                                                       |
| 7-10-2011                                                             | Helsinki                                                              | Finlandia                                                             | 1 – 2                                                                 | Svezia                                                                | Qual. Euro 2012                                                       | -1                                                                    |                                                                       |
| 11-10-2011                                                            | Stoccolma                                                             | Svezia                                                                | 3 – 2                                                                 | Paesi Bassi                                                           | Qual. Euro 2012                                                       | -2                                                                    |                                                                       |
| 15-11-2011                                                            | Londra                                                                | Inghilterra                                                           | 1 – 0                                                                 | Svezia                                                                | Amichevole                                                            | -1                                                                    |                                                                       |
| 29-2-2012                                                             | Zagabria                                                              | Croazia                                                               | 1 – 3                                                                 | Svezia                                                                | Amichevole                                                            | -1                                                                    |                                                                       |
| 30-5-2012                                                             | Göteborg                                                              | Svezia                                                                | 3 – 2                                                                 | Islanda                                                               | Amichevole                                                            | -2                                                                    |                                                                       |
| 5-6-2012                                                              | Solna                                                                 | Svezia                                                                | 2 – 1                                                                 | Serbia                                                                | Amichevole                                                            | -1                                                                    | 71’                                                                   |
| 11-6-2012                                                             | Kiev                                                                  | Ucraina                                                               | 2 – 1                                                                 | Svezia                                                                | Euro 2012 - 1º turno                                                  | -2                                                                    |                                                                       |
| 15-6-2012                                                             | Kiev                                                                  | Svezia                                                                | 2 – 3                                                                 | Inghilterra                                                           | Euro 2012 - 1º turno                                                  | -3                                                                    |                                                                       |
| 19-6-2012                                                             | Kiev                                                                  | Svezia                                                                | 2 – 0                                                                 | Francia                                                               | Euro 2012 - 1º turno                                                  | -                                                                     |                                                                       |
| 15-8-2012                                                             | Solna                                                                 | Svezia                                                                | 0 – 3                                                                 | Brasile                                                               | Amichevole                                                            | -                                                                     | cap.                                                                  |
| 6-9-2012                                                              | Helsingborg                                                           | Svezia                                                                | 1 – 0                                                                 | Cina                                                                  | Amichevole                                                            | -                                                                     |                                                                       |
| 11-9-2012                                                             | Malmö                                                                 | Svezia                                                                | 2 – 0                                                                 | Kazakistan                                                            | Qual. Mondiali 2014                                                   | -                                                                     |                                                                       |
| 12-10-2012                                                            | Tórshavn                                                              | Fær Øer                                                               | 1 – 2                                                                 | Svezia                                                                | Qual. Mondiali 2014                                                   | -1                                                                    | 100ª presenza                                                         |
| 16-10-2012                                                            | Berlino                                                               | Germania                                                              | 4 – 4                                                                 | Svezia                                                                | Qual. Mondiali 2014                                                   | -4                                                                    | 39’                                                                   |
| 14-11-2012                                                            | Solna                                                                 | Svezia                                                                | 4 – 2                                                                 | Inghilterra                                                           | Amichevole                                                            | -2                                                                    |                                                                       |
| 6-2-2013                                                              | Solna                                                                 | Svezia                                                                | 2 – 3                                                                 | Argentina                                                             | Amichevole                                                            | -3                                                                    |                                                                       |
| 22-3-2013                                                             | Solna                                                                 | Svezia                                                                | 0 – 0                                                                 | Irlanda                                                               | Qual. Mondiali 2014                                                   | -                                                                     |                                                                       |
| 3-6-2013                                                              | Malmö                                                                 | Svezia                                                                | 1 – 0                                                                 | Macedonia                                                             | Amichevole                                                            | -                                                                     |                                                                       |
| 7-6-2013                                                              | Vienna                                                                | Austria                                                               | 2 – 1                                                                 | Svezia                                                                | Qual. Mondiali 2014                                                   | -2                                                                    | 26’                                                                   |
| 14-8-2013                                                             | Solna                                                                 | Svezia                                                                | 4 – 2                                                                 | Norvegia                                                              | Amichevole                                                            | -2                                                                    |                                                                       |
| 6-9-2013                                                              | Dublino                                                               | Irlanda                                                               | 1 – 2                                                                 | Svezia                                                                | Qual. Mondiali 2014                                                   | -1                                                                    |                                                                       |
| 10-9-2013                                                             | Astana                                                                | Kazakistan                                                            | 0 – 1                                                                 | Svezia                                                                | Qual. Mondiali 2014                                                   | -                                                                     |                                                                       |
| 11-10-2013                                                            | Solna                                                                 | Svezia                                                                | 2 – 1                                                                 | Austria                                                               | Qual. Mondiali 2014                                                   | -1                                                                    |                                                                       |
| 15-11-2013                                                            | Lisbona                                                               | Portogallo                                                            | 1 – 0                                                                 | Svezia                                                                | Qual. Mondiali 2014                                                   | -1                                                                    |                                                                       |
| 19-11-2013                                                            | Solna                                                                 | Svezia                                                                | 2 – 3                                                                 | Portogallo                                                            | Qual. Mondiali 2014                                                   | -3                                                                    |                                                                       |
| 1-6-2014                                                              | Solna                                                                 | Svezia                                                                | 0 – 2                                                                 | Belgio                                                                | Amichevole                                                            | -                                                                     | cap.                                                                  |
| 8-9-2014                                                              | Vienna                                                                | Austria                                                               | 1 – 1                                                                 | Svezia                                                                | Qual. Euro 2016                                                       | -1                                                                    |                                                                       |
| 9-10-2014                                                             | Solna                                                                 | Svezia                                                                | 1 – 1                                                                 | Russia                                                                | Qual. Euro 2016                                                       | -1                                                                    | cap.                                                                  |
| 12-10-2014                                                            | Solna                                                                 | Svezia                                                                | 2 – 0                                                                 | Liechtenstein                                                         | Qual. Euro 2016                                                       | -                                                                     | cap.                                                                  |
| 15-11-2014                                                            | Podgorica                                                             | Montenegro                                                            | 1 – 1                                                                 | Svezia                                                                | Qual. Euro 2016                                                       | -1                                                                    |                                                                       |
| 18-11-2014                                                            | Marsiglia                                                             | Francia                                                               | 1 – 0                                                                 | Svezia                                                                | Amichevole                                                            | -1                                                                    | cap.                                                                  |
| 27-3-2015                                                             | Chișinău                                                              | Moldavia                                                              | 0 – 2                                                                 | Svezia                                                                | Qual. Euro 2016                                                       | -                                                                     |                                                                       |
| 8-6-2015                                                              | Oslo                                                                  | Norvegia                                                              | 0 – 0                                                                 | Svezia                                                                | Amichevole                                                            | -                                                                     | 75’                                                                   |
| 14-6-2015                                                             | Solna                                                                 | Svezia                                                                | 3 – 1                                                                 | Montenegro                                                            | Qual. Euro 2016                                                       | -1                                                                    |                                                                       |
| 5-9-2015                                                              | Mosca                                                                 | Russia                                                                | 1 – 0                                                                 | Svezia                                                                | Qual. Euro 2016                                                       | -1                                                                    |                                                                       |
| 8-9-2015                                                              | Solna                                                                 | Svezia                                                                | 1 – 4                                                                 | Austria                                                               | Qual. Euro 2016                                                       | -4                                                                    |                                                                       |
| 9-10-2015                                                             | Vaduz                                                                 | Liechtenstein                                                         | 0 – 2                                                                 | Svezia                                                                | Qual. Euro 2016                                                       | -                                                                     |                                                                       |
| 12-10-2015                                                            | Solna                                                                 | Svezia                                                                | 2 – 0                                                                 | Moldavia                                                              | Qual. Euro 2016                                                       | -                                                                     |                                                                       |
| 14-11-2015                                                            | Solna                                                                 | Svezia                                                                | 2 – 1                                                                 | Danimarca                                                             | Qual. Euro 2016                                                       | -1                                                                    |                                                                       |
| 17-11-2015                                                            | Copenaghen                                                            | Danimarca                                                             | 2 – 2                                                                 | Svezia                                                                | Qual. Euro 2016                                                       | -2                                                                    |                                                                       |
| 29-3-2016                                                             | Solna                                                                 | Svezia                                                                | 1 – 1                                                                 | Rep. Ceca                                                             | Amichevole                                                            | -1                                                                    |                                                                       |
| 30-5-2016                                                             | Malmö                                                                 | Svezia                                                                | 0 – 0                                                                 | Slovenia                                                              | Amichevole                                                            | -                                                                     | cap.                                                                  |
| 5-6-2016                                                              | Solna                                                                 | Svezia                                                                | 3 – 0                                                                 | Galles                                                                | Amichevole                                                            | -                                                                     | 46’                                                                   |
| 13-6-2016                                                             | Saint-Denis                                                           | Irlanda                                                               | 1 – 1                                                                 | Svezia                                                                | Euro 2016 - 1º turno                                                  | -1                                                                    |                                                                       |
| 17-6-2016                                                             | Tolosa                                                                | Italia                                                                | 1 – 0                                                                 | Svezia                                                                | Euro 2016 - 1º turno                                                  | -1                                                                    |                                                                       |
| 22-6-2016                                                             | Nizza                                                                 | Svezia                                                                | 0 – 1                                                                 | Belgio                                                                | Euro 2016 - 1º turno                                                  | -1                                                                    |                                                                       |
| Totale                                                                |                                                                       | Presenze (3º posto)                                                   | 133                                                                   |                                                                       | Reti                                                                  | -131                                                                  |                                                                       |

## Palmarès

### Club
- Campionato svedese: 2

Djurgården: 2002, 2003
- Coppa di Svezia: 2

Djurgården: 2002, 2017-2018
- Supercoppa dei Paesi Bassi: 1

PSV: 2008
- Coppa dei Paesi Bassi: 1

PSV: 2011-2012

### Individuale
- Miglior portiere di Svezia: 4

Djurgården: 2001, 2002, 2003, 2004